# Filip Adamski
Filip Kamil Adamski (født 5. januar 1983 i Wrocław, Polen) er en tysk tidligere roer, som har deltaget i to olympiske lege. 
Adamskis første store internationale resultat kom, da han var med i fireren uden styrmand, der vandt VM-sølv i 2006. Han var med i samme bådtype ved OL 2008 i Beijing, hvor tyskerne blev nummer seks. I 2009 var han med i den tyske otter, der blev verdensmestre, og ved VM i 2010 roede han toer med styrmand og vandt her bronze.
Han repræsenterede Tyskland ved OL 2012 i London, og tyskerne var store favoritter efter at have vundet de seneste tre VM-titler. De vandt da også deres indledende heat i sikker stil, og i finalen gik de hurtigt i spidsen og forblev der til mål, så de sikrede sig guldet. Lidt over et sekund senere fulgte Canada på andenpladsen, mens Storbritannien blev nummer tre. Adamski indstillede sin internationale karriere efter OL.

## Reference
1. 1 2  Filip Adamski, worldrowing.com, hentet 11. november 2021
2. ↑  Eights, Men, olympedia.org, hentet 11. november 2021